# محمد صالح رمضان
محمد صالح رمضان كتاب وشاعر جزائري ولد في 24 أكتوبر سنة 1916 بالقنطرة شرق جنوب ولاية بسكرة، حفظ فيها القرآن وأخذ مبادئ اللغة العربية واولويات العقيدة الاسلامية على الشيخ الأمين سلطاني خريج جامع الزيتونة، وتابع الدروس الابتدائية في المدرسة الفرنسية بالقنطرة إلى أن تحصل على الشهادة الابتدائية.

## مسيرة حياته
تعاطى بعض الأعمال الفلاحية والحرفية كالنجارة إلى سنة 1934 التحق بدروس إمام النهضة الاصلاحية الشيخ عبد الحميد ابن باديس ومساعديه في الجامع الأخضر وفروعه بمدينة قسنطينة.
- سنة 1937 عينه الشيخ ابن باديس معلما في مدرسة (التربية والتعليم الإسلامية) مع زميله محمد الغسيري - رحمه الله - ومساعدا له في تعليم طلبته، إلى جانب قيامه بنشاطات في المجال الكشفي فكان مرشدا للكشافة (فوج الرجاء) ومستشارا لجولة (فلايق عقبة).
- سنة 1944 عينه الشيخ البشير الابراهيمي مديرا ومعلما في مدرسة غليزان التابعة للجمعية.
- سنة 1946 عينته الجمعية مديرا لمدرسة (دار الحديث) بـتلمسان[4]
- سنة 1952 أضيفت له إدارة مدرسة (عائشة أم المؤمنين) المخصصة للبنات ودار الحديث للبنين وهما متجاورتان.
- كما كان مكلفا بالتفتيش الجهوي بدائرة تلمسان، وعضوا في لجنة التعليم العليا التي تشرف على مدارس جمعية العلماء في الجزائر كلها.

في أكتوبر عين للتفتيش العام وعضوية المكتب الدائم للجنة التعليم مع الاستاذ مزهوري. وعضوا في القيادة العامة للحركة الكشفية.

### بعد ثورة نوفمبر
بعد ثورة نوفمبر 1954 عمل في صفوف المنظمة المدنية لجبهة التحرير الوطني منذ 1955 وعضوا في المحكمة المدنية للجبهة بالعاصمة، وصندوق بريد للولاية الثانية سنة 1955 ثم صندوق بريد للولاية السادسة.

### بعد الاستقلال
بعد الاستقلال شغل عدة مناصب منها:
- مدير التعليم الديني بوازرة الأوقاف منذ صيف 1962 فأنشأ المعاهد الإسلامية ودعمها بالاساتذة من الازهر والزيتونة والجزائر.
- أستاذ للغة العربية وآدابها في ثانوية (حسيبة بن بوعلي) بالقبة للبنات إلى أن تقاعد سنة 1979.
- عضو مؤسس لاتحاد الكتاب الجزائريين، وعضو المجلس الإسلامي الاعلى.

له مقالات متنوعة في مختلف الصحف والمجلات وطنيا وعربيا مثل: مجلة الشهاب والبصائر والشعلة ثم في الشعب والنصر والجمهورية والعصر والثقافة ولمحات والرؤية وفي الصحف التونسية: الأسبوع والثريا والصريح والوعي الإسلامي اللبنانية.

## وفاته
توفي في 22 جويلية 2008.

## مؤلفاته
- الماشئة المهاجرة
- ألحان الفتوة
- جغرافية الجزائر والعالم العربي
- مبادئ الجغرافيا العامة
- العقائد الإسلامية
- النصوص الأدبية
- تفسير ابن باديس
- من هدي النبوة
- رجال السلف ونساؤه
- القصص الهادف
- مغامرات كليب
- الخنساء
- سوانح وارتسامات عابر سبيل